# Primosoma
Il Primosoma è un insieme di enzimi formato da DNA-primasi e da DNA-elicasi che si forma sul filamento ritardato durante la replicazione del DNA.
È presente sia nei procarioti che negli eucarioti.
Esso si forma nei procarioti quando la molecola di primasi è legata direttamente ad una DNA elicasi.
Presenta varie unità:

Proteina i (Proteina DnaT) – Sub unità: 3 – Funzione: Componente del Primosoma

Proteina n – Sub unità: 2 – Funzione: Assemblaggio e funzionamento del Primosoma

Proteina n' – Sub unità: 1 – Funzione: Componente del Primosoma

Proteina n'’ – Sub unità: 1 – Funzione: Componente del Primosoma

Proteina DnaC – Sub unità: 1 – Funzione: Componente del Primosoma

Proteina DnaB – Sub unità: 6 – Funzione: Svolgimento del DNA; componente del Primosoma

Primasi (Proteina DnaG) – Sub unità: 1 – Funzione: Sintesi del Primer di RNA; componente del Primosoma.
Il primosoma, spinto dalla DNA elicasi, si muove con la forcella di replicazione, sintetizzando RNA primer mentre si muove.